# Тур де Франс
«Тур де Франс» (фр. Le Tour de France) — шоссейная многодневная велогонка, один из трёх гранд-туров. Самая известная и престижная велосипедная гонка мира, проводимая уже более ста лет во Франции. Неофициальное название — «Большая петля».

## История

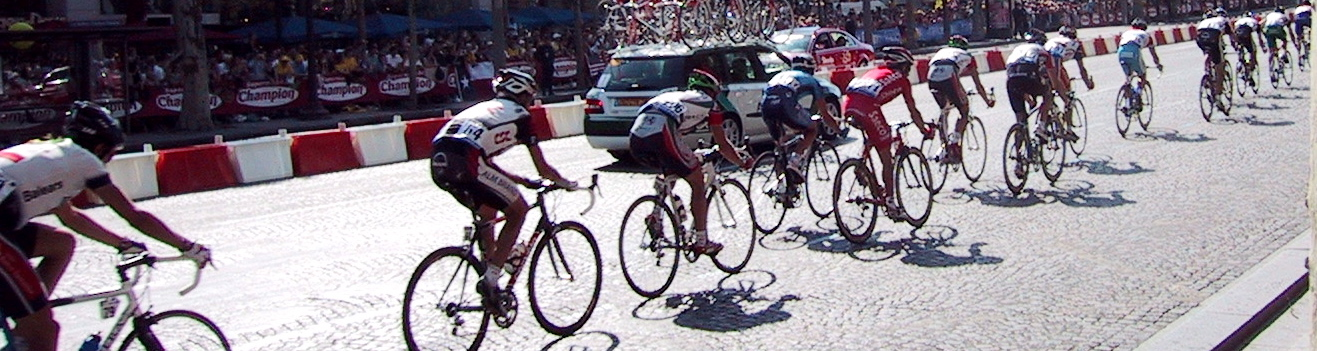
Велогонщики на Елисейских Полях

Жёлтая страница газеты L’Auto

Велогонка «Тур де Франс» изначально была учреждена как рекламный проект газеты L’Auto (предок нынешнего L'Équipe), его редактором и соучредителем, Анри Дегранжем (Henri Desgrange) и был призван конкурировать с велогонкой Париж — Брест — Париж (спонсируемой газетой Le Petit Journal) и велогонкой Бордо-Париж.
Идея создания французской петли принадлежит журналисту L’Auto Жео Лефевру (Géo Lefèvre), с которым Анри Дегранж обедал в парижском кафе Café de Madrid 20 ноября 1902 года (точная дата). Успех гонки Le Tour de France стал большим успехом и для газеты L’Auto, число подписчиков которой выросло в 1903 году с 25 тысяч (до Тура) до 65 тысяч после Тура; в 1908 году число подписчиков газеты перевалило за 250 тысяч, а во время «Тур де Франс» 1923 года продавалось 500 тысяч экземпляров газеты в день. Рекордный тираж газеты был достигнут в течение «Тур де Франс» 1933 года — 854 тысячи экземпляров в день. Сегодня Тур организовывает «Общество Тур-де-Франс» — филиал Amaury Sport Organisation (ASO), который является частью медиахолдинга, в который входит газета L'Équipe.
Тур, который проводится во Франции и в близлежащем зарубежье, проходит ежегодно в течение трёх недель в июле. Только во время первой (1915—1918) и Второй мировой войны (1940—1946) тур был отменён. Велогонку проводит фирма Amaury Sport Organisation (ASO), которая также проводит Ралли Дакар.

## Принципы гонки
«Тур де Франс» состоит из 21 этапа. Каждый этап длится один день. Каждый гонщик должен закончить этап, чтобы его время было зарегистрировано и накоплено.
Полная длина гонки — между 3000 и 4000 км (трасса и протяжённость этапов каждый год меняются). Самая длинная гонка состоялась в 1926 году — 5745 км.
Генеральная классификация — ранжирование гонщиков согласно накопленному времени. Победителем всего Тура становится тот гонщик, суммарное время (то есть сумма времён всех этапов) которого является наименьшим среди всех участников. Возможно выиграть весь Тур, не выиграв ни одного этапа (Грег Лемонд сделал это в 1990 году, а Крис Фрум в 2017 году). Победа на этапе Тура считается большим достижением велогонщика независимо от его итогового положения в генеральной классификации.
Помимо зачёта по времени, существуют и другие номинации:
- лучший спринтер;
- лучший горный гонщик;
- лучший молодой гонщик.

Лидеры в этих номинациях ведут борьбу в определённых цветных майках, о которых будет рассказано ниже.

## Классификации

### Генеральная классификация
Жёлтая майка символизирует лидера «Тур де Франс». Жёлтую майку носит лидер Тура по времени, она является самой дорогой среди всех призовых маек. Цвет жёлтой майки лидера был первоначально связан с газетой, которая спонсировала Тур (газета имела жёлтые страницы).

#### Обладатели жёлтой майки по итогам гонки — победители «Тур де Франс»
- 1903 —  М. Гарен
- 1904 —  А. Корне
- 1905 —  Л. Трусселье
- 1906 —  Р. Поттье
- 1907 —  Л. Пети-Бретон
- 1908 —  Л. Пети-Бретон
- 1909 —  Ф. Фабер
- 1910 —  О. Лапиз
- 1911 —  Г. Гарригу
- 1912 —  О. Дефре
- 1913 —  Ф. Тис
- 1914 —  Ф. Тис
- 1919 —  Ф. Ламбо
- 1920 —  Ф. Тис
- 1921 —  Л. Сьер
- 1922 —  Ф. Ламбо
- 1923 —  А. Пелиссье
- 1924 —  О. Боттеккья
- 1925 —  О. Боттеккья
- 1926 —  Л. Бюссе
- 1927 —  Н. Франц
- 1928 —  Н. Франц
- 1929 —  М. де Вале
- 1930 —  А. Ледюк
- 1931 —  А. Мане
- 1932 —  А. Ледюк
- 1933 —  Г. Шпейхер
- 1934 —  А. Мане
- 1935 —  Р. Мас
- 1936 —  С. Мас
- 1937 —  Р. Лапеби
- 1938 —  Д. Бартали
- 1939 —  С. Мас
- 1947 —  Ж. Робик
- 1948 —  Д. Бартали
- 1949 —  Ф. Коппи
- 1950 —  Ф. Кублер
- 1951 —  Х. Кобле
- 1952 —  Ф. Коппи
- 1953 —  Л. Бобе
- 1954 —  Л. Бобе
- 1955 —  Л. Бобе
- 1956 —  Р. Валковяк
- 1957 —  Ж. Анкетиль
- 1958 —  Ш. Голь
- 1959 —  Ф. Баамонтес
- 1960 —  Г. Ненчини
- 1961 —  Ж. Анкетиль
- 1962 —  Ж. Анкетиль
- 1963 —  Ж. Анкетиль
- 1964 —  Ж. Анкетиль
- 1965 —  Ф. Джимонди
- 1966 —  Л. Аймар
- 1967 —  Р. Пинжон
- 1968 —  Я. Янссен
- 1969 —  Э. Меркс
- 1970 —  Э. Меркс
- 1971 —  Э. Меркс
- 1972 —  Э. Меркс
- 1973 —  Л. Окана
- 1974 —  Э. Меркс
- 1975 —  Б. Тевене
- 1976 —  Л. Ван Имп
- 1977 —  Б. Тевене
- 1978 —  Б. Ино
- 1979 —  Б. Ино
- 1980 —  Й. Зотемелк
- 1981 —  Б. Ино
- 1982 —  Б. Ино
- 1983 —  Л. Финьон
- 1984 —  Л. Финьон
- 1985 —  Б. Ино
- 1986 —  Г. Лемонд
- 1987 —  С. Роч
- 1988 —  П. Дельгадо
- 1989 —  Г. Лемонд
- 1990 —  Г. Лемонд
- 1991 —  М. Индурайн
- 1992 —  М. Индурайн
- 1993 —  М. Индурайн
- 1994 —  М. Индурайн
- 1995 —  М. Индурайн
- 1996 —  Б. Рийс
- 1997 —  Я. Ульрих
- 1998 —  М. Пантани
- 1999 —  Л. Армстронг[8]
- 2000 —  Л. Армстронг[8]
- 2001 —  Л. Армстронг[8]
- 2002 —  Л. Армстронг[8]
- 2003 —  Л. Армстронг[8]
- 2004 —  Л. Армстронг[8]
- 2005 —  Л. Армстронг[8]
- 2006 —  О. Перейро
- 2007 —  А. Контадор
- 2008 —  К. Састре
- 2009 —  А. Контадор
- 2010 —  А. Шлек
- 2011 —  К. Эванс
- 2012 —  Б. Уиггинс
- 2013 —  К. Фрум
- 2014 —  В. Нибали
- 2015 —  К. Фрум
- 2016 —  К. Фрум
- 2017 —  К. Фрум
- 2018 —  Г. Томас
- 2019 —  Э. Берналь
- 2020 —  Т. Погачар
- 2021 —  Т. Погачар
- 2022 —  Й. Вингегор
- 2023 —  Й. Вингегор
- 2024 —  Т. Погачар

### Очковая классификация
фр. Classement par points разыгрывается в рамках Тур де Франс с 1953 года. Победитель определяется по сумме очков, набранных на финишах этапов и на промежуточных финишах. Этот зачёт считается соревнованием спринтеров. Лидер классификации носит зелёную майку (фр. Maillot vert), которая стала метонимом для очковых классификаций.

### Горная классификация
фр. Grand Prix de la montagne разыгрывается в рамках Тур де Франс с 1933 года. Победитель определяется по сумме очков набранных на горных финишах и называется «горным королём». Лидер классификации носит белую майку с красным горошком, называемую просто гороховой майкой (фр. maillot blanc à pois rouges), которая появилась в 1975 году.

### Молодёжная классификация
фр. Classement du meilleur jeune разыгрывается в рамках Тур де Франс с 1975 года. Расчёт классификации производится аналогично генеральной, в настоящее время учитываются результаты гонщиков в возрасте до 25 лет на 1 января года, в который проводится гонка. Лидер классификации носит белую майку (фр. Maillot Blanc).

### Приз самому агрессивному гонщику
фр. Prix de la combativité разыгрывается в рамках Тур де Франс с 1952 года. Он присуждается самому агрессивному гонщику, проявившему наибольший боевой дух и командный, атакующий стиль, храбрость, мужество. Победитель предыдущего этапа и всей классификации получает красный номер (фр. dossard rouge).

### Командная классификация
фр. Classement d'équipes разыгрывается в рамках Тур де Франс с 1930 года. Победитель определялся по сумме трёх лучших времён участников команды, показанных на каждом этапе. Лидер классификации получает жёлтый номер (фр. dossard jaune) и жёлтый шлем.

### Комбинированная классификация
фр. Classement du combiné разыгрывалась в рамках Тур де Франс с 1968 по 1989. Победитель определялся по сумме мест, занятых в генеральной, горной и спринтерской классификациях. Лидер классификации носил комбинированную майку (фр. maillot du combiné).

### Классификация промежуточные спринты
фр. Classement des sprints intermédiaires разыгрывалась в рамках Тур де Франс с 1971 по 1989. Победитель определялся по сумме очков, набранных на промежуточных финишах. Лидер классификации носил красную майку (фр. Maillot rouge).

## Денежные премии
С 2007 года существуют следующие денежные премии:
€ 450 000 получает победитель гонки.
По € 25 000 получают обладатели зелёной и гороховой маек (лучший спринтер и лучший на горных этапах)
€ 20 000 — лучшему молодому спортсмену по итогам гонки.
€ 8000 — награды победителям каждого этапа.
€ 800 — приз победителю промежуточного спринта.
€ 350 — дневная премия обладателю жёлтой майки.
€ 300 — дневная премия обладателям зелёной, белой и гороховой маек.
€ 20 000 — премия супер агрессивному гонщику всей «петли».
€ 2000 — ежедневная премия самому агрессивному гонщику. По традиции выигрыш делится между всеми членами команды поровну.

## Владельцы и директора Тур де Франс
С 1903 по 1939 год организатором Тур де Франс была спортивная газета L’Auto, главный редактор которой Анри Дегранж стал первым директором гонки. После войны граф Альберт де Дион продаёт свою долю L’Auto Виктору Годде, финансовому администратору Тур де Франс в первые его годы. После смерти последнего в 1926 году, его старший сын Морис Годде становится главным акционером газеты, в то время как Анри Дегранж остаётся директором Тура. Он берёт под свое крыло Жака Годде, второго сына Виктора, который после своего первого Тура в 1928 году входит в газету L’Auto, чтобы участвовать в организации гонки. После освобождения Франции L’Auto запрещается выходить, а все её активы, включая Тур де Франс, секвестируются государством. Гонка была продана Parc des Princes под управлением Жака Годде, который преуспел с Десгранджом во главе L’Auto. Он возложил организацию Тура на новые ежедневные газеты — спортивную L'Équipe и общественную Le Parisien. Годдет остаётся во главе Тур де Франс до 1987 года. С 1962 по 1987 год его помощником был Феликс Левитан, глава спортивного отдела Le Parisien. В 1965 году Éditions Philippe Amaury, владельцы Le Parisien, покупают L'Équipe. Таким образом, этот издательский дом становится владельцем Тур де Франс, все ещё организуемого L'Équipe и Le Parisien, вплоть до 1973 года. В 1973 году организации Тура доверяется дочерней компания издателя. В 1993 году он стал филиалом Amaury Sport Organisation, дочерней компании Amaury Group, специализирующейся на организации спортивных мероприятий. Затем Société du Tour de France объединилась с ASO, чтобы стать велосипедным отделением. После кратковременного руководства гонкой Жан-Франсуа Наке-Радиге (1987) и Жан-Пьера Курколь (1988) в 1989 году директором гонки становится Жан-Мари Леблан. В 2007 его сменяет Кристиан Прюдомм.
| Годы      | Директор и помощник                  |
| --------- | ------------------------------------ |
| 1903-1939 | Анри Дегранж                         |
| 1947-1961 | Жак Годде                            |
| 1962-1986 | Жак Годде и Феликс Левитан           |
| 1987      | Жан-Франсуа Наке-Радиге и Хавьер Лой |
| 1988      | Жан-Пьер Курколь и Хавьер Лой        |
| 1989-1993 | Жан-Мари Леблан и Жан-Пьер Каренсо   |
| 1994-2000 | Жан-Мари Леблан и Жан-Клод Килли     |
| 2001-2004 | Жан-Мари Леблан и Патри Клерк        |
| 2005-2006 | Жан-Мари Леблан и Кристиан Прюдомм   |
| с 2007    | Кристиан Прюдомм и Жан-Франсуа Пешо  |

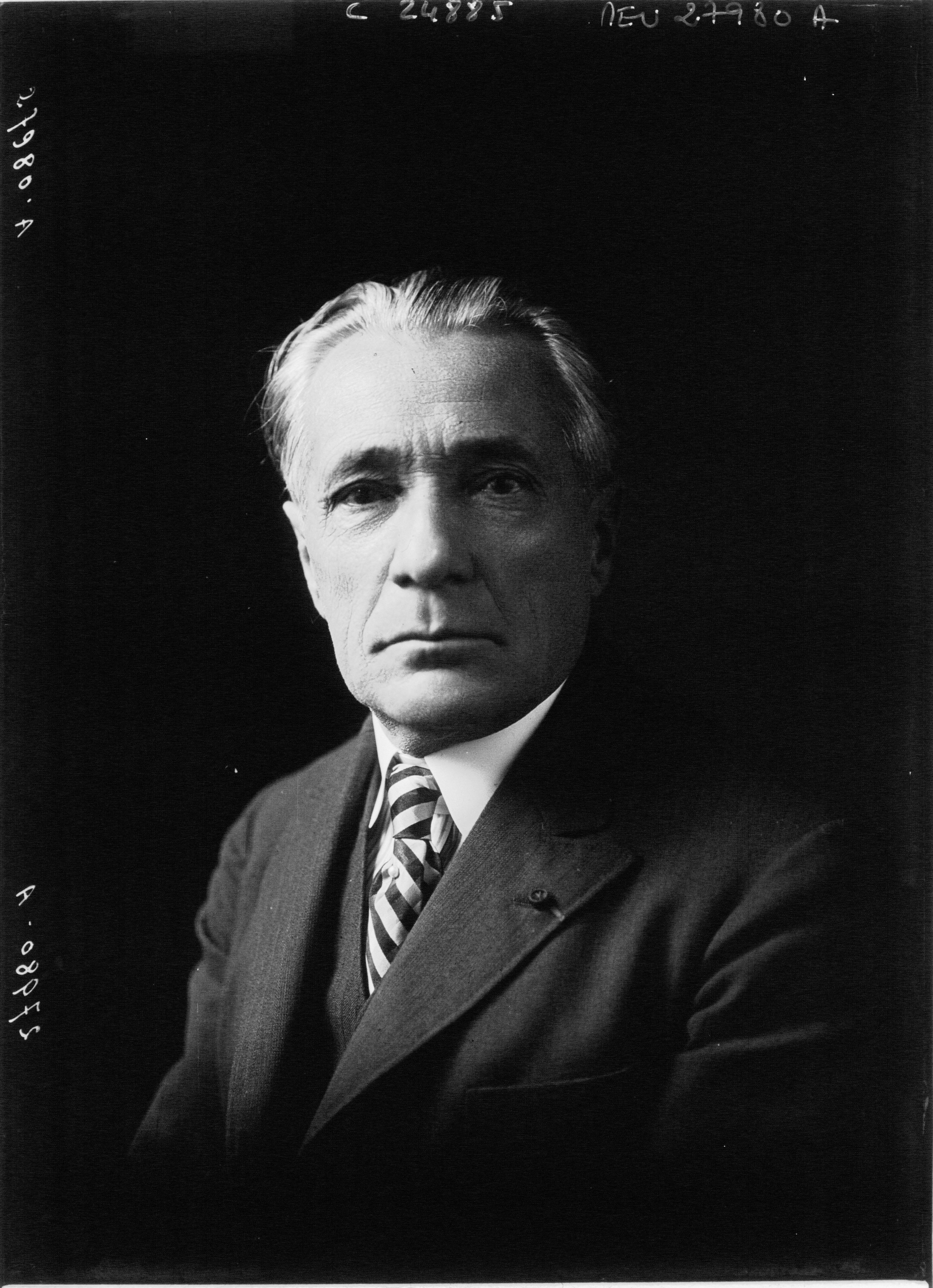
Анри Дегранж 1914
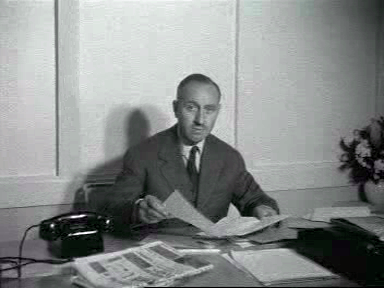
Жак Годде 1954
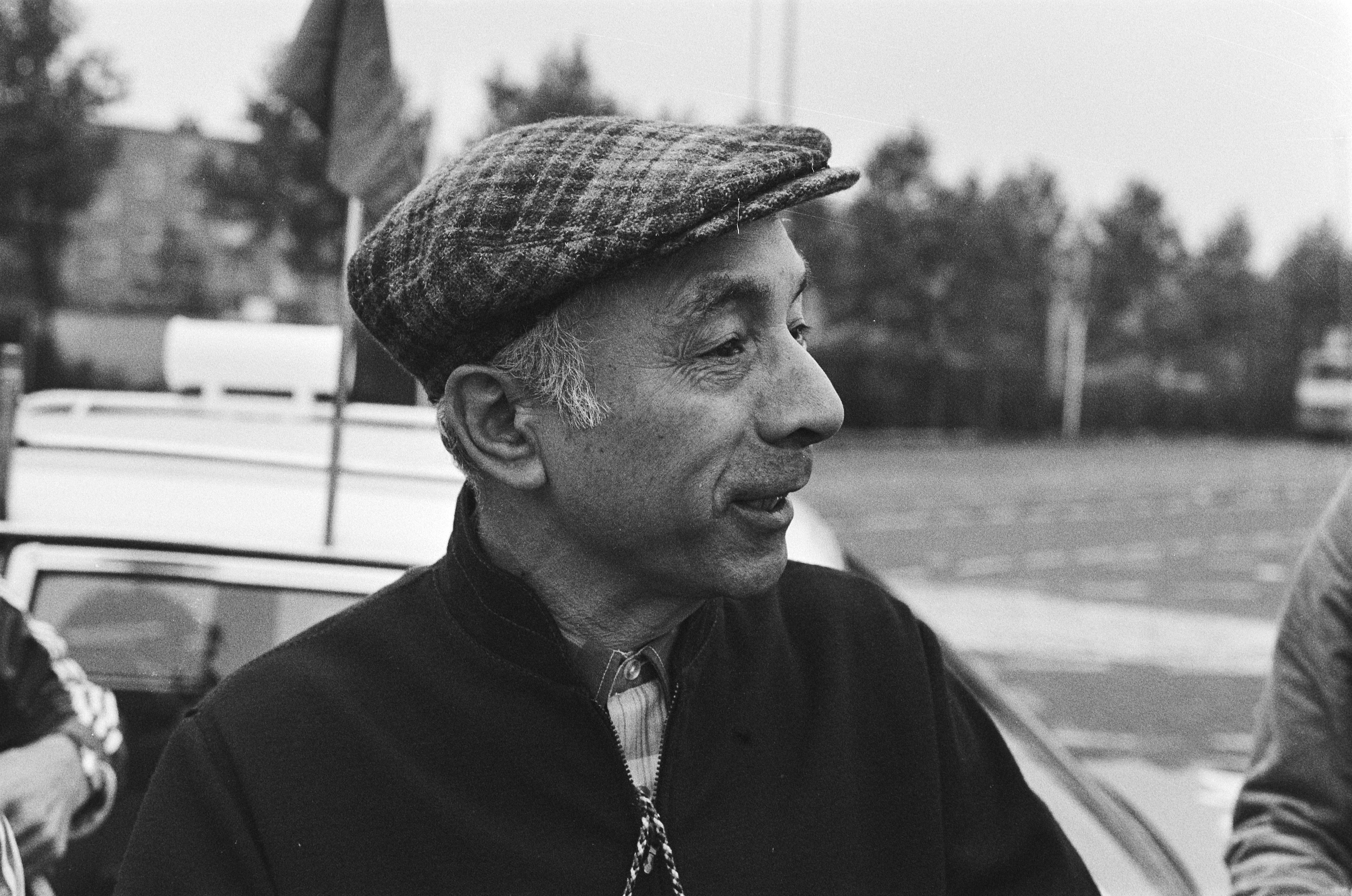
Феликс Левитан 1978
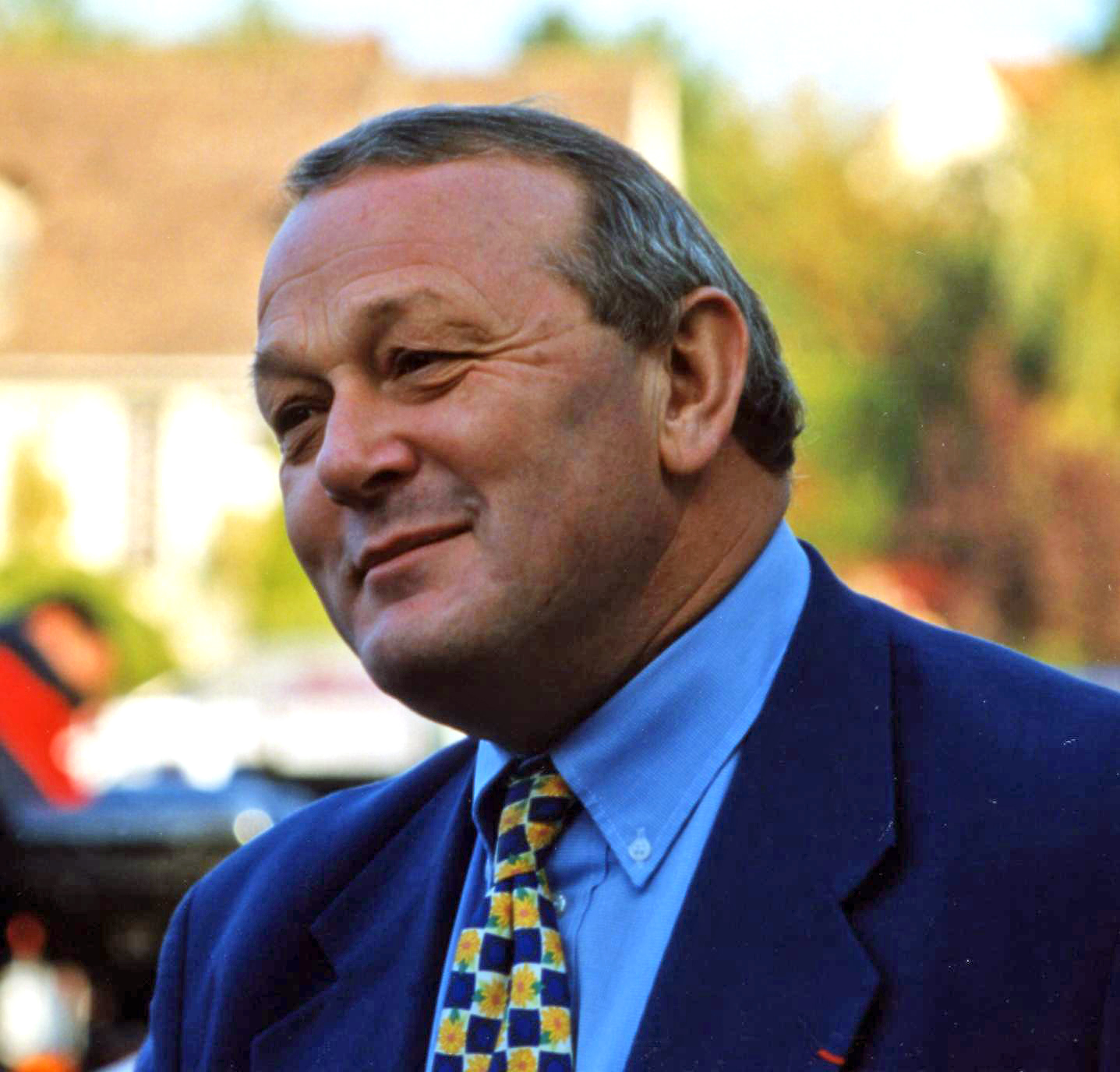
Жан-Мари Леблан 1997
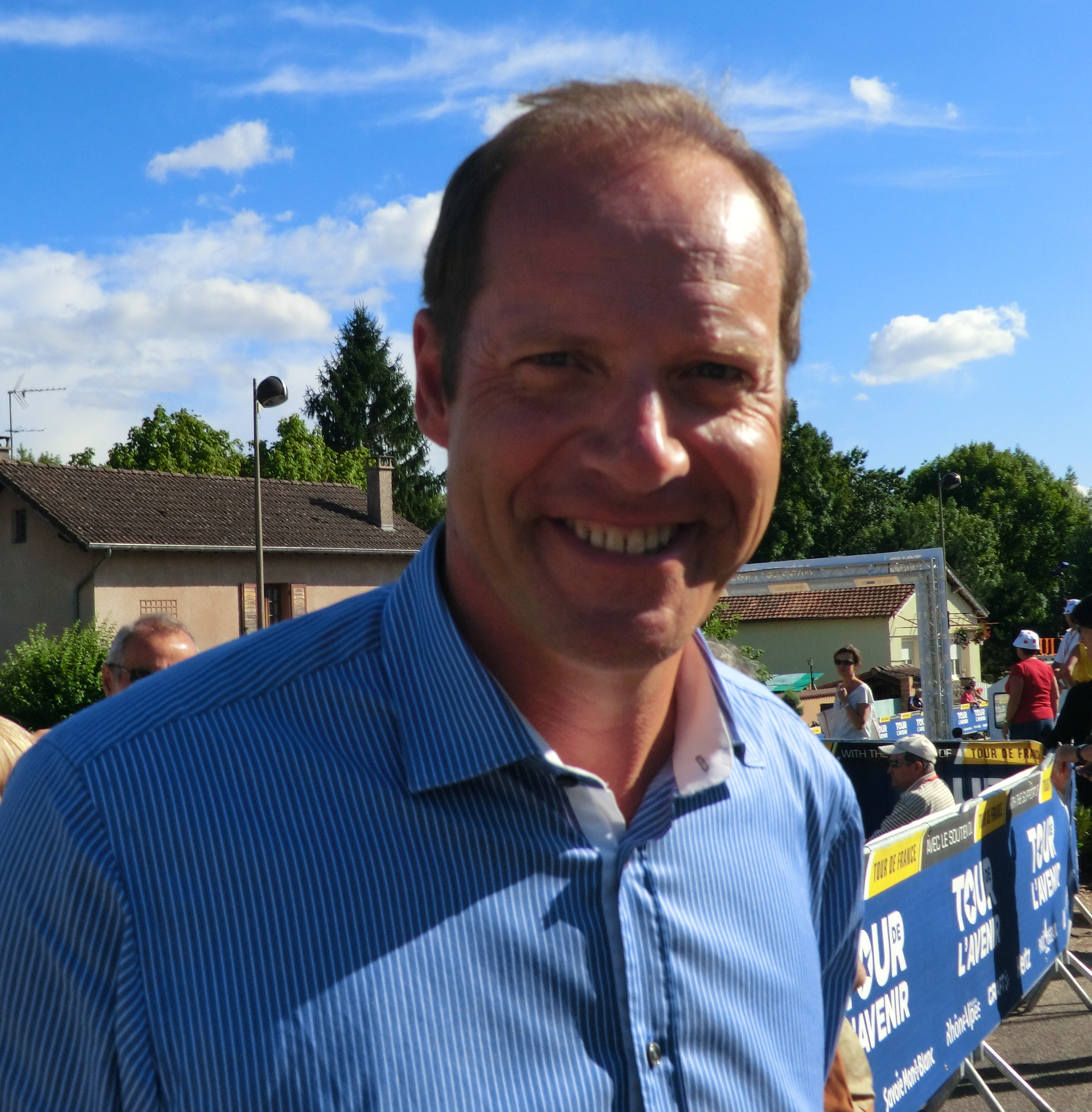
Кристиан Прюдомм 2013